# Robert Furchgott
Robert Francis Furchgott (Charleston, 4 de junho de 1916 — Seattle, 19 de maio de 2009) foi um farmacêutico estadunidense. Recebeu, juntamente com Ferid Murad e Louis J. Ignarro, o Nobel de Fisiologia ou Medicina de 1998, pela descoberta das propriedades do monóxido de azoto.

## Carreira
Furchgott foi membro do corpo docente e professor de farmacologia na Cornell University Medical College de 1940 a 1949, na Washington University School of Medicine de 1949 a 1956, na SUNY Brooklyn de 1956 a 1989 e na University of Miami de 1989 até o final de sua carreira.
Em 1978, Furchgott descobriu uma substância nas células endoteliais que relaxa os vasos sanguíneos, chamando-a de fator relaxante derivado do endotélio (EDRF). Em 1986, ele descobriu a natureza e o mecanismo de ação do EDRF e determinou que o EDRF era de fato óxido nítrico (NO), um composto importante em muitos aspectos da fisiologia cardiovascular. Esta pesquisa é importante para explicar uma ampla variedade de processos neuronais, cardiovasculares e fisiológicos gerais de importância central na saúde e na doença humana.
Além de receber o Prêmio Nobel de Fisiologia ou Medicina pela descoberta do óxido nítrico como um novo sinal celular em 1998 com Louis Ignarro e Ferid Murad, A descoberta de Furchgott de que o óxido nítrico causa a dilatação dos vasos sanguíneos forneceu uma explicação há muito procurada para os efeitos terapêuticos da nitroglicerina usada para tratar a angina pectoris e mais tarde foi fundamental para o desenvolvimento do medicamento para tratamento da disfunção erétil Viagra.
Ele também recebeu o Prêmio Albert Lasker de Pesquisa Médica Básica em 1996 e o Prêmio Golden Plate da American Academy of Achievement em 1999 com Ferid Murad.